# Aeroportul Werur
Aeroportul Werur (IATA: WRR, ICAO: WAJY) este un aeroport din Werur⁠(d), Bikar⁠(d), Tambrauw⁠(d), Papua de Sud-Vest⁠(d), Indonezia ce deservește zona Sorong. A fost numit după Werur⁠(d).
Situat la o altitudine de 11 m, aeroportul dispune de o singură pistă. Este operat de Kementerian Perhubungan Indonesia⁠(d).